# Сергеевич, Василий Иванович
Васи́лий Ива́нович Сергее́вич (1832—1910) — русский историк права, тайный советник, заслуженный профессор и ректор Императорского Санкт-Петербургского университета.

## Биография
Родился в Орловской губернии в семье потомственных дворян. Учился в московском дворянском институте, затем — в 4-й Московской гимназии, которую окончил с золотой медалью в 1853 году. В 1857 году окончил со степенью кандидата юридический факультет Московского университета.
До 26 июня 1862 года преподавал законоведение в Первой московской гимназии. Получив заграничную командировку для приготовления к профессорскому званию, в 1862—1865 годах занимался преимущественно в Гейдельберге, где слушал Блунчли, Цепфля, Рено, Миттермайера и Вангерова.
В декабре 1867 года защитил диссертацию на степень магистра государственного права: «Вече и князь. Русское государственное устройство и управление во времена князей Рюриковичей» и был назначен доцентом кафедры государственного права в московском университете. В апреле 1871 года защитил диссертацию на степень доктора «Задача и методы государственных наук» и в мае того же года был утверждён экстраординарным профессором.
В августе 1872 года занял кафедру истории русского права в Санкт-Петербургском университете, после ухода в министерство юстиции М. М. Михайлова. С 1878 года, одновременно, читал курс юридических древностей в Археологическом институте. В 1879—1884 годах исполнял обязанности секретаря юридического факультета университета; в 1888—1897 годах состоял деканом, а в 1897—1899 годах — ректором университета с 4 февраля 1893 года — заслуженный профессор университета. События февраля 1899 года послужили причиной ухода В. И. Сергеевича с поста ректора, однако продолжал читать лекции вплоть до января 1907 года.
В 1881 году он участвовал в V съезде археологов в Тифлисе, а с сентября 1882 года начал преподавать «Историю русского права» в Императорском Александровском лицее.
С 1906 член «Союза 17 октября». С 1 января 1907 года — член Государственного совета по назначению.
В. И. Сергеевич был избран в почётные члены Юрьевского, Харьковского и Киевского университетов, а также Чешской академии Франца Иосифа и многих учёных обществ. В 1909 году юридический факультет Юрьевского университета присудил ему за 3-е издание сочинения «Древности русского права» премию имени графа М. М. Сперанского. Сергеевич был активным членом Русского исторического общества, по поручению которого он издал в сборниках общества большое количество документов, касающихся екатерининской Законодательной комиссии 1767 года.
Похоронен в Санкт-Петербурге на Новодевичьем кладбище.

## Основные труды
Как более крупные работы Сергеевича, так и небольшие журнальные статьи его одинаково отличаются свежестью и оригинальностью выводов, всегда строго обоснованных на тщательном изучении источников. Написаны они образцовым по простоте, ясности и образности литературным языком. Первый большой труд Сергеевича, «Вече и князь», впервые установил правильную схему государственного устройства древнерусских княжеств. Народоправства, или веча, оказались не только принадлежностью северных торговых республик, но общераспространённой формой быта всех русских земель; их повсеместность выяснена рассмотрением как документальных свидетельств, так и общих условий быта. Второй элемент в составе власти — князья — определяют свои отношения к народу, к дружине и между собой на основании договоров. Договорным началом проникнут весь государственный быт; им же определялись и отношения между князьями. Сергеевич выступил одним из самых горячих противников теории родового быта. Идее родового старшинства, которым, по этой теории, определялись отношения между князьями, была противопоставлена идея равного достоинства князей. В противовес теории лестничного восхождения при распределении волостей между князьями выставлено совершенно новое начало: волости в Древней Руси не наследовались, а добывались.

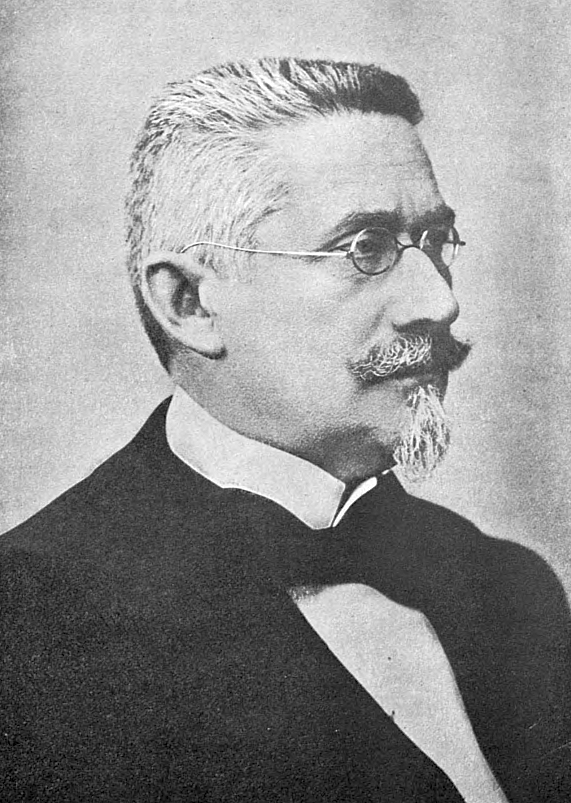
В. И. Сергеевич, 1904 г.

Как бы в подкрепление своих методологических приёмов Сергеевич выпустил в свет свой блестящий этюд «Задача и метода государственных наук». Здесь подвергнуты беспощадной критике способы исследования немецких политических писателей, начиная с Канта, и непригодностью чисто философских или смешанных приёмов объяснено неудовлетворительное состояние государственных наук в Германии. Вслед за этим впервые для русского читателя дано сжатое изложение основных приёмов и задач положительного метода, поскольку он выработан Контом, Миллем и Льюисом.
К методологическим вопросам Сергеевич возвращался и позднее, например, в статье «Право и государство в истории»; но внимание его главным образом привлекали отдельные вопросы истории права, как то: земские соборы, Екатерининская комиссия, договоры с греками, образование государственной территории и пр. По каждому из этих вопросов им высказаны мнения, с которыми необходимо считаться каждому исследователю и которые до сих пор во многих отношениях остаются не поколебленными: так, «Земские соборы в Московском государстве» остаются лучшим трудом по данному вопросу.
Далекий от славянофильского воззрения, по которому наши соборы являются идеалом представительства, автор не разделяет и отрицательной точки зрения С. М. Соловьёва и Б. Н. Чичерина. Он видит в соборах первую ступень развития представительных учреждений и проводит аналогию их с подобными учреждениями во Франции и Англии. Несмотря на несовершенства в организации, соборы оказали великие услуги государству: «одной патриотической деятельности земских соборов начала XVII века уже довольно, чтобы Россия всегда вспоминала о них с благодарностью».
Рассматривая вопрос о территориальном росте Русского государства, Сергеевич вопреки установившемуся взгляду, что оно выросло из вотчины московских князей, развивает мысль, что не московский удел, а великое княжество Владимирское послужило основной ячейкой для этого роста с той самой минуты, как Дмитрий Донской приобрёл его в наследственное владение своего дома. Московские князья, начиная с Калиты и до Дмитрия Донского, вовсе не были создателями того порядка, который привёл Москву к единовластию и величию. Калита — вовсе не основатель государственного величия Москвы, как думали древние грамотеи и вслед за ними новейшие историки, а первый решительный проводник взгляда на княжение как на частную собственность князя, со всеми противогосударственными последствиями такого взгляда.
В 1883 году Сергеевич издал все свои исследования по истории права, присоединив к ним конспективный обзор своих лекций в виде пособия для слушателей. В 1890 году появился первый том капитального труда «Русские юридические древности», представляющего собой начало новой переработки истории русского права до конца XVII века. Этот новый труд задуман в широких размерах: в вышедших двух томах (свыше 1100 стр.) рассмотрены лишь территория, население и власть (последняя — не вполне; отсутствует глава о земских соборах). Самое изложение представляет ту особенность, что в тексте приведены характерные места из источников, которые и разъясняются. Почти по всем вопросам или предлагаются новые оригинальные выводы, или приводятся новые соображения в пользу прежде высказанных взглядов. Даже отделы, ранее исследованные автором, написаны вновь и по-новому плану. Все это ставит «Русские юридические древности» (т. 1, 1890; т. 2, вып. 1, 1893; т. 2, вып. 2, 1896) в ряду самых выдающихся явлений русской исторической литературы.

### Список произведений
- Вече и князь: Русское государственное устройство и управление во времена князей Рюриковичей. — 1-е изд. — М.: Тип. А. И. Мамонтова, 1867. — IV, 413 с.
- Задача и метода государственных наук: Очерки современной политической литературы. — 1-е изд. — М.: Тип. Грачёва и Ко, 1871. — 231 с.
- «Лекции и исследования по истории русского права» (1883; в изданиях 1894 и 1899 гг. не вошла история права в империи и опущены отделы, обработанные в «Юридических древностях»).
- «О служебных экзаменах в Пруссии» («Журнал Министерства народного просвещения», ч. 117),
- «Особенности французского кассационного суда» (ib., ч. 118),
- «Очерк кассации в Пруссии» (ib., ч. 120),
- «Время возникновения германской поземельной общины» (ib., ч. 125),
- «Порядок отмены решений по новому уставу гражданского судопроизводства» (ib., ч. 127),
- «Об университетском преподавании» («Моск. унив. известия», 1865, № 2),
- «Земские соборы в Московском государстве» («Сборн. госуд. знаний», т. 2, 1875),
- «Откуда неудачи Екатерининской законодательной комиссии?» («Вестник Европы», 1878, № 1),
- «Государство и право в истории» («Сборн. госуд. знаний», т. 7, 1879),
- «Опыты исследования обычного права» («Наблюдатель», 1882, № 1 и 2),
- «Греческое и русское право в договорах с греками» («Журнал Министерства народного просвещения», 1882, № 1),
- «Как и из чего образовалась территория Московского государства» («Новь», 1886, № 1 и 2),
- «Вольные и невольные слуги московских государей» («Наблюдатель», 1887, № 1—3),
- «О порядке приобретения учёных степеней» («Сев. вестник», 1897, № 10),
- «Воспитание и обучение в наших университетах» («Научн. обозр.», 1898, № 10),
- «Русская Правда и её списки» («Журнал Министерства народного просвещения», 1899, № 1),
- Русские юридические древности — Т. 1: Территория и население. — 2-е изд., с переменами и доп. — СПб.: Тип. М. М. Стасюлевича, 1902. (1-изд. — 1890)
- Русские юридические древности — Т. 2: Вече и князь; Советники князя. — 3-е изд., с переменами и доп. — СПб.: Тип. М. М. Стасюлевича, 1908.
- Русские юридические древности — Т. 3: Землевладение. Тягло. Порядок обложения. — СПб.: Тип. М. М. Стасюлевича, 1903.

#### Важнейшие рецензии
- «Задачи истории кодификации» (по поводу двух томов «Истории кодификации гражданского права» С. В. Пахмана; «Вест. Евр.», 1876, № 11);
- о соч. В. Латкина: «Земские соборы древней Руси» («Отчёт о 29 присуждении наград графа Уварова», 1888);
- «Новые учения в области государственного права» (по поводу книги H. M. Коркунова «Указ и закон», «Журн. Мин. юстиции», 1894, ноябрь);
- разбор сочинений Дитятина, Латкина, Энгельмана и др. в «Юридической библиографии», издававшейся юридическим факультетом СПб. унив. в 1884—1885 гг.

Издания источников: «Исторические сведения о Екатерининской комиссии для сочинения проекта нового уложения», части 4—8, в «Сборнике Императорского русского исторического общества», тт. 32, 36, 43, 68 и 93.